# Messinia
Messinia (greacă Μεσσηνία) este zona din sudul vestul peninsulei Peloponez. Actualmente este o prefectură greacă, în periferia Peloponez. Reședința sa este Kalamata. 

## Municipalități și comunități
| Municipalitate | Cod YPES | Reședință (dacă e diferită) |
| -------------- | -------- | --------------------------- |
| Aetos          | 3802     | Kopanaki                    |
| Aipeia         | 3803     | Longa                       |
| Andania        | 3804     | Diavolitsi                  |
| Androusa       | 3805     |                             |
| Arfara         | 3808     |                             |
| Aris           | 3806     |                             |
| Aristomenis    | 3807     |                             |
| Avia           | 3801     | Kampos                      |
| Avlona         | 3809     | Sidirokastro                |
| Chiliochoria   | 3831     | Chandrinos                  |
| Dorio          | 3812     |                             |
| Eira           | 3813     | Neda                        |
| Filiatra       | 3830     |                             |
| Gargalianoi    | 3811     |                             |
| Ithomi         | 3815     | Valyra                      |
| Kalamata       | 3816     |                             |
| Koroni         | 3817     |                             |
| Kyparissia     | 3818     |                             |
| Lefktro        | 3819     | Kardamyli                   |
| Meligalas      | 3821     |                             |
| Messene        | 3822     |                             |
| Methoni        | 3820     |                             |
| Nestoras       | 3823     | Chora                       |
| Oichalia       | 3824     | Meropi                      |
| Papaflessas    | 3825     | Vlachopoulo                 |
| Petalidi       | 3826     |                             |
| Pylos          | 3827     |                             |
| Thouria        | 3814     |                             |
| Voufrades      | 3810     | Chatzis                     |
| Comunitate     | Cod YPES | Reședință (dacă e diferită) |
| Trikorfo       | 3828     |                             |
| Tripyla        | 3829     | Raptopoulo                  |